# Gyula Tóth (luchador)
Gyula Tóth (Salgótarján, 16 de abril de 1927-Budapest, 18 de marzo de 2001) fue un deportista húngaro especialista en lucha grecorromana donde llegó a ser medallista de bronce olímpico en Melbourne 1956.

## Carrera deportiva
En los Juegos Olímpicos de 1956 celebrados en Melbourne ganó la medalla de bronce en lucha grecorromana estilo peso ligero, tras el luchador finlandés Kyösti Lehtonen (oro) y el turco Riza Dogan (plata).